# 勝利の笑みを 君と
『勝利の笑みを 君と（配信Ver.）』（しょうりのえみを きみと はいしんヴァージョン）は、日本の音楽ユニット・ウカスカジーの2作目の配信限定シングル。2014年5月20日にトイズファクトリーより発売された。

## 概要
1stアルバム『AMIGO』からの先行シングル。ウカスカジー名義でのシングルは『でも、手を出すな!』以来約1年2か月ぶりとなる。日本サッカー協会公認サッカー日本代表応援ソング。
制作は前作『でも、手を出すな』完成直後に開始され、約1年半という長い年月をかけて行なわれた。サッカー日本代表応援ソングにしたいという思いで、オファーされる前から曲作りを始めていたという。

## 収録曲
1. 勝利の笑みを 君と（配信Ver.） [5:55]
  - 作詞・作曲・編曲・プロデュース：ウカスカジー

日本サッカー協会公認サッカー日本代表応援ソング[5][注 1] / 「夢を力に 2014」テーマソング[10] / 「夢を力に 2018」テーマソング[11]。
キリン「日本中が肩を組む」CMソング[12]。
みずほフィナンシャルグループ「ONE MIZUHO Power of Blue」CMソング[13]。
KONAMI「ワールドサッカーコレクションS」CMソング[14]。
「日本代表チームの試合の時に、みんなで一緒に声を出して応援出来るような、そして、その声援を聴いた選手が一つになれるような楽曲」を目指して制作された[15]。桜井和寿曰く、「いい曲、いい詞を書いて、ワールドカップに便乗して広めていこうって音楽ではなく、本当にサッカーに特化して、恥ずかしくなるぐらいのサッカーの曲をやりたかった」とのこと[16]。
ドラムはMr.Childrenの鈴木英哉が演奏している。また、ベースも桜井が担当。
ミュージック・ビデオが制作されており、MIFAの公式YouTubeチャンネルで公開されている。監督は塚越規が務め、IAIスタジアム日本平にて撮影が行なわれた。1台のカメラのみで撮影されたノーカットムービーとなっている[17]。ミュージック・ビデオについて桜井は「『これだけ多くの人が関わって、日本代表を応援してるんだ』っていうことが見えるといいなと思ったので、いろんな人にリードヴォーカルを取ってもらいながら、回っていくというビデオにしました」と語っている[16]。
2014年4月25日 - 26日に大阪市中央体育館で開催されたイベント『MIFA CUP 2014 大阪』でライブ初披露された[18]。

## 参加ミュージシャン
- 桜井和寿：Vocal, Chorus, Acoustic Guitar, Electric Guitar, Bass, Programming
- GAKU-MC：Rap, Chorus
- 鈴木英哉 (Mr.Children)：Drums
- 常田真太郎（スキマスイッチ）：Piano, Organ, Synthesizer
- サッカー日本代表サポーターの皆さん：Chorus

## テレビ出演
| 番組名                   | 日付          | 放送局     | 演奏曲            |
| ------------------------ | ------------- | ---------- | ----------------- |
| SONGS                    | 2014年6月7日  | NHK総合    | 勝利の笑みを 君と |
| SONGS                    | 2014年6月7日  | NHK総合    | 春の歌            |
| SONGS                    | 2014年6月7日  | NHK総合    | mi-chi            |
| ミュージックステーション | 2014年6月13日 | テレビ朝日 | 勝利の笑みを 君と |

## ライブ映像作品
| 曲名              | 作品名                                              |
| ----------------- | --------------------------------------------------- |
| 勝利の笑みを 君と | ウカスカジーの大冒険 〜TOUR "WE ARE NOT AFRAID!!"〜 |

## 収録アルバム
- 『AMIGO』
- 『Tシャツと私たち』 - 本楽曲をサンプリングした楽曲「前を向け!」を収録。
- 『どんなことでも起こりうる』 - アレンジが変更された「勝利の笑みを 君と 〜日本サッカーのために〜」として収録。